# Швицер, Эдуард
Эдуард Швицер (нем. Eduard Schwyzer; 15 февраля 1874, Цюрих — 3 мая 1943, Берлин) — швейцарский лингвист, специалист по классической филологии и сравнительному индоевропейскому языкознанию. Специализировался в изучении древнегреческого языка и его диалектов. Автор сравнительной грамматики греческого языка, до настоящего времени актуальной для греческого языкознания.
Занимал должность профессора в Цюрихском университете в 1912—1926 годах, в Боннском — с 1927 года и в Берлинском — с 1932 года.

## Сочинения
- Grammatik der Pergamenischen Inschriften 1898
- Dialectorum graecarum exempla epigraphica potiora 1923
- Griechische Grammatik I 1939, II 1950
- Kleine Schriften, 1983, ed. R. Schmitt